# 阿部和重
阿部 和重（あべ かずしげ、1968年〈昭和43年〉9月23日 - ）は、日本の小説家・映画評論家。山形県東根市出身。妻は同じく小説家の川上未映子。

## 概要
日本映画学校（現・日本映画大学）卒業。演出助手などを経て、1994年に「アメリカの夜」で群像新人文学賞を受賞しデビュー。1997年の『インディヴィジュアル・プロジェクション』で注目をあつめる。テロリズム、インターネット、ロリコンといった現代的なトピックを散りばめつつ、物語の形式性をつよく意識した作品を多数発表している。2004年に『シンセミア』で伊藤整文学賞および毎日出版文化賞を、2005年に「グランド・フィナーレ」で芥川龍之介賞（芥川賞）をそれぞれ受賞。『シンセミア』をはじめ、いくつかの作品には「神町」を中心とする設定上の繋がりがあり、インタビューなどでは《神町サーガ》の構想を語り、『Orga(ni)sm』で完結を迎えた。
タイ語など他の言語にも翻訳され、2014年にはバンコクに招かれるなど世界的に影響がある。

## 来歴

### デビューまで
1968年、山形県東根市に生まれる。実家はパン屋。実家の真向かいに本屋があり、小学校時代に買った本としてブルース・リーの『魂の武器』を挙げている。『魂の武器』を手にした阿部はノートにこれを再現して武道を生み出そうとした。しかし結果は本の丸写しになる。この経験は後々阿部の作品で行われる引用などにも影響を与えている。また阿部は後にデビュー作『アメリカの夜』の冒頭でリーを題材にした文章から始めている。
実は本屋の隣には映画館もあるという。子供の頃から小説より映画の方が好きだったこともあり、映画好きの父によく連れて行ってもらっていたという。
中学時代は『クリスチーネ・Ｆ』を介してデヴィッド・ボウイを知り、ボウイの紹介するアートや小説に影響を受ける。同時期に『戦場のメリークリスマス』を視聴。三島由紀夫の『禁色』の影響下にあるという噂を耳にし、その直後に坂本龍一の『Forbidden Colours』を聴き『禁色』を読むことに決めた。学校の読書感想文は『午後の曳航』を選んだ。しかしこの時まだ小説を発見していないと語り、関心を向けるようになるのは映画学校時代から。『公爵夫人邸の午後のパーティー』では『禁色』のパロディがある。
山形県立楯岡高等学校を2年生の時に中退し上京、映画監督を目指して日本映画学校に入学する。
映画学校時代に特別講師であった淀川長治が「映画を学ぶなら映画以外の表現も学ぶべき」と話しており、小説を読む事を決める。
友人の勧めで大江健三郎を知り影響を受ける。最初に読んだ作品は短編集『空の怪物アグイー』であり、その中の『不満足』という作品に純文学のイメージを一変させるほどの衝撃を受ける。好きな作品に関しては『洪水はわが魂に及び』を挙げている。大江の他にはリチャード・バック、ジャン・ジュネ、バロウズ、ウィリアム・ギブスン、ブルース・スターリング、グレッグ・ベア、ジョージ・アレック・エフィンジャー、ルーディ・ラッカー、ハインライン、安部公房などを読んだ。
バロウズに関しては『シティーズ・オブ・ザ・レッド・ナイト』から影響を受けて作品を執筆、群像新人賞に応募した過去があるが一次にも通らなかった。
大江と並んでフィリップ・Ｋ・ディックにも影響を受けた。現実の多元構造を物語化してゆく姿勢からとのこと。
アルフレッド・ベスターの『虎よ、虎よ！』からの影響も大きい。『シンセミア』には『虎よ、虎よ！』のオマージュがある。
他には文芸批評からの影響が大きく、蓮實重彦からは最も影響を受けており、それを経由して柄谷行人、大西巨人、後藤明生からも影響を受けた。
大西巨人の『神聖喜劇』、後藤明生の『挟み撃ち』を完璧な小説と評した。
文章を書くのを始めたのはシナリオに関する授業からで、後に課題が無くても書くようになり友人に見せたりもしていた。
最初に書いた長編シナリオはメタフィクションの作品であり、本人曰くタルコフスキー『ストーカー』、キューブリック『時計じかけのオレンジ』、フェリーニ『８1/2』をミックスしたような作品とのこと。しかし指導教官の判定は「自己過信が強すぎる」であった。
1990年に卒業し、演出助手として勤めたあと、フリーターを経て執筆活動を開始する。
小説を書き始めたのは21歳頃で、毎年一作書いて送っていた。
24歳頃にマルセル・プルーストの『失われた時を求めて』を読んだ。
1994年、『アメリカの夜』（原題「生ける屍の夜」）で第37回群像新人文学賞小説部門を受賞しデビュー。群像新人文学賞に応募したのは、後藤明生と柄谷行人が選考委員であったため。同一人物である語り手と主人公が分裂し、小説内で絶えず自己言及をしていくという設定の作品であり、作品冒頭では柄谷行人の評論『探究I』のパロディーを行った。同年の第111回芥川賞候補、翌年の第8回三島由紀夫賞候補ともなった。

### 複雑性への挑戦
1995年、「ABC戦争」と「公爵夫人の午後のパーティ」を発表する。これら初期の作品は既に述べた蓮實重彦などの文芸評論の影響が強く、記号や数字、文字といった形式そのものへの意識を前面に押し出し、長大な文体を志向しており、対談でもしばしばそのことに言及している。クリスマスの夜には東浩紀、池田雄一とともに柄谷行人宅に押しかけた。
1996年、〈カイエ・デュ・シネマ・ジャポン〉の編集委員となってからは、映画評論にも携わるようになる。
1996年の初公開当時には同時期に発表された日本映画と比較して青山真治『Helpless』を北野武『キッズ・リターン』とともに擁護した。阿部は 是枝裕和『幻の光』と小栗康平『眠る男』を「見られる風景と物語が、「日本的情緒」のステレオタイプを再生産する「癒し」のイメージ（オウム真理教事件と阪神・淡路大震災を経験した九〇年代中期の日本社会をひろく覆っていた）にほどよくおさまるもの」だとしたら『Helpless』の示す北九州のロケーションは「逃げ場のない殺伐たる抑圧的環境として機能し、安易な和風回帰の風潮に強くあらがっている、といったような内容だった。」と語る。
東浩紀による批評『アニメ的なもの、アニメ的でないもの--『新世紀エヴァンゲリオン』レヴュー』にゴダールに関するアドバイスを与えている。
阿部も同誌に批評『ジャン=リュック・ゴダールの「部屋」』を寄稿している。
語りが4重の入れ子構造になった「ヴェロニカ・ハートの幻影」を経て、1997年、『インディヴィジュアル・プロジェクション』を発表、第10回三島賞候補となる。スパイ養成所出身者の日記という設定で、理論性とエンターテインメント性を両立させ、当時の新進作家を示す「J文学」のキーワードとともに話題となった。また、キャミソールとパンティーのみを装着した風俗嬢をモデルに使用した常盤響による装幀も注目され、この装幀は『PRIVATES GIRLS』というアダルトビデオのパッケージでパロディーにされたが、阿部も常盤も「引用されるとは痛快だ」と楽しんでいたという。それまで小説の表紙に写真を使うことは本のイメージを限定するからという理由で敬遠されていたが、本書をきっかけに一般化していった。
1998年、ストーカーを扱った「トライアングルズ」で第118回芥川賞候補。1999年、同作品を収録した「無情の世界」で第21回野間文芸新人賞受賞。しかし、この時期まで文学賞の受賞はこれのみで、評論家からの評価や話題性に反して受賞が少ないことから「無冠の帝王」と言われていた。
2001年、『シンセミア』執筆の合間に書いたという『ニッポニアニッポン』で第125回芥川賞候補、翌年に第15回三島賞候補となる。本作では、少年がインターネットを通じてトキ保護センターのトキ殺害を計画する姿を描いた。
2003年、『シンセミア』を刊行する。雑誌〈アサヒグラフ〉、〈小説トリッパー〉への連載を1999年11月に開始してから4年がかりで完成させた1600枚に及ぶ大作であり、東根市神町を舞台に壮大なスケールの物語を展開させ、高い評価と注目を得た。2004年、同作で第15回伊藤整文学賞小説部門、第58回毎日出版文化賞第1部門を受賞。

### 芥川賞受賞後
2005年、「グランド・フィナーレ」で第132回芥川賞を受賞。娘のヌード写真を撮った事がばれて、妻から離婚されて失職したロリコン男性が、東根市神町で2人の少女と出会うという物語である。デビューから10年、『シンセミア』で既に作家的地位を確立した上での受賞だったため、受賞会見では「複雑な心境」と語る。選考委員の宮本輝からは「小説の芯のようなものが太くなった」と評された。同年、〈新潮〉11月号に受賞後第一作となる「課長 島雅彦」を発表、盟友である中原昌也と島田雅彦の諍いを受けて島田の文壇的な振る舞いを揶揄した。
2006年の『ミステリアス・セッティング』では、現代の『マッチ売りの少女』を目指して、吟遊詩人に憧れる少女の悲劇を描いた。また、マルキ・ド・サドの『美徳の不幸』 『ジュリエット物語あるいは悪徳の栄え』 へのパロディがあるがある。本作が紙媒体ではなくケータイ小説として発表されたことについて、インタビューでは、「十数年小説を書いてきて」作品のスタイルを変えることが困難になったので、小説の書き方をリセットするためにケータイ小説の形を選んだと述べている。
2009年、〈群像〉11月号で『ピストルズ』の連載を完結、刊行された同書で第46回谷崎潤一郎賞を受賞している。
2014年2月21日、丸の内リーディングスタイルにて、後藤明生・電子書籍コレクション刊行記念連続トークショー、「in MARUNOUCHIアミダクジ式ゴトウメイセイ文学談義」に出演、ホストは文芸評論家市川真人。
2014年3月に国際交流基金バンコク日本文化センターにタイで行われた第12回バンコク国際ブックフェア2014に招待され、 タイの作家ウティット・ヘーマムーンとのトークセッションと朗読会を開催した。 現地の「Writer」 誌（文芸月刊誌、毎月約 3 千部発行）のインタビューで、作家になるまでのいきさつや著書のタイ語翻訳について、アジアの作家として感じることを語った。
2015年4月7日発売の文學界2015年5月にて青山真治、蓮實重彦とアメリカ映画について語った文章が掲載。 2022年3月28日に文藝春秋は青山真治への追悼としてnoteにてこの文章を公開した。
阿部は青山真治への想いを「二五年ほどのつきあいを今あらためて振りかえれば、緊張感だけはとぎれずつづいていたようにも思う。見解や嗜好性から行動原理にいたるまで、相違点は多々あったものの、創作上の志向面でおおきくかさなる部分があり、新人時代よりたがいを意識せざるをえなかった気がする――少なくとも、わたし自身はそうだった」 「「中上健次以後」をいかに実践するかというまことに重大な課題だ」「青山さんの北九州三部作とわたしの神町三部作は、その課題への回答として世に送りだされている」と語った。

## 人物
- 〈メンズノンノ〉2007年3月号の中で、阿部は「わたしのおすすめ本」と題してプルースト『抄訳版　失われた時を求めて』と大西巨人『神聖喜劇』を挙げている[23]が、いずれもデビュー作で取り上げられた小説であった[4]。
- 同時代の作家として青山真治を意識し、また尊敬している[7][22]。
- フーコーの『言葉と物』の冒頭の、ベラスケスの「ラス・メニーナス」を論じたくだりが好きであるとして、ああいう風に書けたら断筆してもいいと語っている[3]。
- 好きな女優はキャメロン・ディアス。
- 一時「好きなアイドルは後藤真希」と公言していた。芥川賞授賞式では道重さゆみ（モーニング娘。）が得意とする“うさちゃんピース”のポーズを決め、「モーヲタ」たちの話題となった。近年は後藤真希の件についてあまり触れなくなった。
- テレビアニメ版「カードキャプターさくら」のファンを公言し、『ニッポニアニッポン』では同作品の主人公の名前をもじった「本木桜」を、またテレビアニメ「おジャ魔女どれみ」のヒロインの一人・瀬川おんぷをもじった「瀬川文緒」を登場させている[24]。
- 漫画家榎本俊二は映画学校時代の後輩。この縁で榎本の『GOLDEN LUCKY』第2巻にミサイル役で実写出演している[25]。
- 妻は作家の川上未映子。2011年10月に婚姻届を提出、史上初の芥川賞作家同士の結婚として注目を集めた。阿部は2008年8月、川上は2010年10月にそれぞれ別の配偶者と離婚しており、ともに再婚である。2008年10月に東京都内で行われた文芸誌〈早稲田文学〉のシンポジウムで知り合い、2011年1月から交際していた[26]。

## 著書

### 小説
- 『アメリカの夜』1994年、講談社、のち文庫、解説は佐々木敦。
  - 初出:〈群像〉1994年6月号（当初の題名は「生ける屍の夜」）
- 『ABC戦争』1995年、講談社　のち『ABC戦争　plus 2 stories』として新潮文庫。
  - 新版『ABC　阿部和重初期作品集』として講談社文庫
  - 「公爵夫人邸の午後のパーティー」
  - 「ヴェロニカ・ハートの幻影」を追加、解説は蓮實重彦。
- 『インディヴィジュアル・プロジェクション』1997年、新潮社、のち文庫、解説は東浩紀。
  - 新版『IP/NN　阿部和重傑作集』として講談社文庫。原題のままFeBeにてオーディオブック化。
- 『公爵夫人邸の午後のパーティー』1997年、講談社
  - 「ヴェロニカ・ハートの幻影」を併録
- 『無情の世界』1999年、講談社、のち新潮文庫、解説は加藤典洋。
  - 新版『ABC　阿部和重初期作品集』として講談社文庫
  - トライアングルズ（〈群像〉1997年12月号）
  - 鏖（〈群像〉1998年12月号）
- 『ニッポニアニッポン』2001年、新潮社、のち文庫、解説は斎藤環。
  - 新版『IP/NN　阿部和重傑作集』、講談社文庫。原題のままFeBeにてオーディオブック化。
  - 初出:（〈新潮〉2001年6月号）
- 『シンセミア』全2巻、2003年、朝日新聞社、のち文庫全4冊。のち講談社文庫 上下
- 『グランド・フィナーレ』2005年、講談社、のち文庫
  - グランド・フィナーレ（〈群像〉2004年12月号）
  - 馬小屋の乙女（〈新潮〉2004年1月号）
  - 新宿ヨドバシカメラ
  - 20世紀
- 『プラスティック・ソウル』2006年、講談社
  - 『シンセミア』以前に連載された。福永信の評論「『プラスティック・ソウル』リサイクル」も収録。
- 『ミステリアス・セッティング』2006年、朝日新聞社　のち講談社文庫　
  - 携帯サイトで連載した小説を単行本化
- 『ピストルズ』2010年、講談社、のち文庫 上下
- 『クエーサーと13番目の柱』2012年、講談社、のち文庫
- 『□（しかく）』2013年、リトルモア
- 『Deluxe Edition（でらっくすえでぃしょん）』2013年、文藝春秋、のち文庫
  - 短編集。『思想地図』vol.4にて発表の『涼宮ハルヒの憂鬱』の二次創作小説「イッツ・オンリー・ア・ビッチ」を「Bitch」と改題し収録
- 『キャプテンサンダーボルト』2014年、文藝春秋、のち文庫 上下
  - 『キャプテンサンダーボルト 新装版』として新潮文庫nex
  - 伊坂幸太郎との合作
- 『Orga（ni）sm　オーガニズム』2019年、文藝春秋、のち文庫　上下
- 『ブラック・チェンバー・ミュージック』2021年、毎日新聞出版
- 『ULTIMATE EDITION』2022年、河出書房新社
  - 短編集。

#### 単行本未収録作品
- 赤ん坊が松明代わりに（〈文藝〉、第1回・2004年夏号、第2回・2005年春号）
  - 中原昌也との共作小説
- 「課長 島雅彦」（〈新潮〉2005年11月号）

### 随筆・評論
- 『ジャン=リュック・ゴダールの「部屋』 （インターコミュニケーション18号 ●特集:ハイパーライブラリー─データベースから脱データベースへ）収録　1996年、NTT出版
- 『アブストラクトなゆーわく』2000年、マガジンハウス
- 『映画覚書vol.1』2004年、文藝春秋
- 『幼少の帝国―成熟を拒否する日本人』2012年、新潮社

### 対談集
- 『阿部和重対談集』2005年、講談社
  - 高橋源一郎、保坂和志、赤坂真理、浅野忠信、福永信、加藤典洋、榎本俊二、桐野夏生、東浩紀、蓮實重彦、角田光代、佐々木敦との対談を収録
- 『和子の部屋』2011年、朝日新聞出版
  - 角田光代、江國香織、川上未映子、金原ひとみ、朝吹真理子、綿矢りさ、加藤千恵、島本理生、川上弘美、桐野夏生との対談を収録
- 蓮實重彦・青山真治・阿部和重「映画三狂人、アメリカ映画を大いに語る」 文學界2015年5月号

### 解説
- 大西巨人著『地獄変相奏鳴曲　第四楽章』講談社文芸文庫(2014年7月10日)
- 大西巨人『神聖喜劇』第二巻　光文社文庫版（2002年8月1日）

### 共編著
- 『現代語訳 樋口一葉・十三夜他』1997年、河出書房新社
  - 樋口一葉の作品を現代の作家が現代語訳。藤沢周、篠原一との共著。阿部は『わかれ道』を担当。
- 『ロスト・イン・アメリカ』2000年、デジタルハリウッド出版局
  - 青山真治、黒沢清、安井豊、塩田明彦との共著、稲川方人、樋口泰人の編集による。
- 『青山真治と阿部和重と中原昌也のシネコン!』2004年、リトル・モア
- 『ケータイ・プチポエム』コバルト編集部、加藤千恵共編  2004年、集英社［コバルト文庫］
- 『シネマの記憶喪失』2007年、文藝春秋
  - 『文學界』での連載を単行本化、中原昌也との共著
- 『鏖』
  - 三宅乱丈による『鏖』の漫画化作品と、阿部の書き下ろし短編小説『くるみ割り人形』を収録　2007年、小学館[IKKICOMPLEX]